# Vincenzo Monti
Vincenzo Monti (Alfonsine, Rávena, 19 de febrero de 1754 - Milán, 13 de octubre de 1828) es el poeta que mejor representa el neoclasicismo italiano.

## Biografía
Era hijo del perito agrimensor Fedele Maria y de Domenica Maria Mazzari, unos medianos terratenientes, y nació en el territorio de Alfonsine, hoy en la provincia de Rávena. Tenía tres hermanos, todos mayores que él, dos de ellos eclesiásticos, y cinco hermanas, tres de las cuales fueron monjas. Se educó con maestros no solo buenos, sino excelentes, y recibió la tonsura a los trece años. En 1771 estuvo a pique de ingresar en la orden franciscana, pero su vocación no era muy sólida ni sincera, y la abandonó para trasladarse a Ferrara con un hermano para estudiar leyes y medicina, dedicándose por último a la literatura, materia a la que su familia era absolutamente insensible. En aquella época profundizó en el estudio de la Biblia y pronto sus méritos le valieron ser admitido en la Academia de la Arcadia (1775) con el sobrenombre de "Antonide Saturniano". Al año siguiente (1776) escribió la Visión de Ezequiel y se granjeó la ayuda de sus primeros mecenas protectores: la anciana marquesa Trotti Bevilacqua y la condesa Cicognini. Comenzó a escribir versos latinos de argumento sacro para hacerse notar en los ambientes eclesiásticos al estilo de los poetas piadosos Alfonso Varano y Onofrio Minzoni de Ferrara, pero también empezó a cultivar la materia profana como se evidencia en Nuovo amore, una canzonetta de 1775, donde refiere su amor por una "bella toscanella" que conoció en el colegio de Santa Trinidad de Florencia donde acompañaba a su hermana. Estos amoríos juveniles no fueron gran cosa, como se percibirá cuando más adelante pene verdaderamente de amor y se note la diferencia.
En 1778, Monti se traslada a Roma y frecuenta la corte vaticana (1778-1797). Por entonces en Roma se disputaban el clasicismo dos tendencias: la de los arcades académicos y la del neoclasicismo extendido por las excavaciones de Pompeya y Herculano y los textos de Winckelmann y Mengs. En este período romano se unen influencias arcadias y elementos ilustrados, temas prerrománticos y estilo neoclásico. Este eclecticismo es un rasgo muy característico de la personalidad de Monti... también en un sentido ideológico y político, hasta el punto de que el crítico Francesco de Sanctis lo calificó de "secretario de la situación dominante y poeta del éxito del momento", y desde luego es cierto que, por ejemplo, se conserva un poema suyo de 1793 en que vierte su indignación por la muerte de Luis XVI en la guillotina y otro de 1799 donde celebra esta ejecución como un grandioso momento de la conciencia revolucionaria. 
En 1779 Monti presenta La prosopopeya de Pericles, celebrando el clasicismo arqueológico y manifestando el elegante neoclasicismo arcadio. En 1781, con ocasión de las bodas del príncipe Luigi Braschi, sobrino de Pío VI, que le había conseguido un empleo de secretario en la corte papal, recitó una de sus mejores obras del período romano, La belleza del Universo. Es un poema muy largo, inspirado en el Génesis y en poetas como el Ariosto, el Alighieri y Torquato Tasso. Describe la creación del mundo por parte de Dios siguiendo el orden de los días. Gracias a esta obra Pío VI le ordenó que lo acompañase a Viena y como fruto de este viaje Monti escribió en 1782 El peregrino apostólico, un mediocre poema laudatorio que se sumó a otros compuestos por los poetas de la época en homenaje al papa viajero. Pío VI alentaba la creación poética porque pretendía presidir la intelectualidad neoclásica romana, aunque era muy criticado, y además impulsó una serie de reformas civiles ilustradas como terrar las marismas y dedicarlas al cultivo (en el Agro Pontino, por ejemplo). Y La Feroníada es un poema mitológico que escribió Monti para exaltar esta actividad civil del sumo pontífice. Feronia era una antigua divinidad de origen etrusco venerada al sur del Lacio que propiciaba la fertilidad de los campos y los bosques. Este poema es el mejor testimonio del límpido clasicismo de Monti.
También escribió tragedias inspiradas por supuesto en el gran padre de la tragedia italiana neoclásica, Vittorio Alfieri. Lo imitó en su Aristodemo (1786), que constituyó un gran éxito, y dos años más tarde en otra tragedia que resultó esta vez un estrepitoso fracaso, Galeotto Manfredi. Reverdeció sus laureles sin embargo con otra tragedia bastante celebrada, Caio Gracco.
En 1784 escribió una famosa oda Al señor de Montgolfier, que exalta con metro clásico al hombre moderno que se atreve a caminar por los aires; se inspira en la mitología griega y algunos de los temas que trata son el progreso y la ciencia.
Más tarde se casa con Teresa Pikler y adviene la Revolución francesa. Al principio, como ya se ha visto, Monti se mostró conservador; así lo declara su poema La basvilliana, donde cuenta qué pasó al alma de Ugo Basville, embajador del Gobierno Revolucionario francés en Italia, cuando llegó al cielo: los ángeles lo llevan al cielo de París para que desde allí contemple los horrores de la Revolución francesa. En la obra, el espíritu de Basville pide perdón al de Luis XVI, descrito como un mártir cuya sangre se derrama sobre Francia, justificando de ese modo la coalición europea contra los regicidas. Es una obra maestra de la literatura reaccionaria antifrancesa y, sin ser extraordinaria, constituye un discreto poema romántico, el mejor de su época romana, aun cuando quedó inconcluso: la elaboración de este tipo de poemas costaba meses al escritor y la Revolución francesa tenía en Italia tantos partidarios que debió sentir miedo a quedar fuera de onda, algo muy propio de Monti.
De esta época es su obra más famosa y apartada de los debates políticos: La Musogonía, de tema mitológico: cuenta el nacimiento de las Musas. Pero en marzo de 1797 Monti huye de Roma y se traslada a Florencia, Bolonia, Venecia y por último a la República Cisalpina de Milán, que se había constituido en 1797. Es el período ciudadano de Monti (1797 – 1801), en el que escribe epigramas contra el Papa, el fanatismo y la superstición y trata de que la gente olvide La Basvilliana. Escribe asimismo Prometeo, imitando al dramaturgo griego clásico Esquilo, y canta la obra de Napoleón. En esta obra se vuelve a constatar su oportunismo político, o su eclecticismo. Escribe también Para el congreso de Udine y El Fanatismo.
Pero tras la caída de la República Cisalpina en 1799 tras la batalla de Marengo, llegan a Milán los austrorrusos y Monti debe refugiarse en París, donde permanecerá hasta que en 1801 regrese a Milán. Y en La Mascheroniana, una obra menor escrita en 1800, el poeta exalta al insigne matemático Lorenzo Mascheroni, ideólogo de la independencia italiana y de la italianità.
La traducción de La doncella de Orleans de Voltaire le devolvió a la fama; torna a cantar las alabanzas de Napoleón y este, en agradecimiento a los servicios prestados, lo colma de honores y lo designa "Historiador Oficial del Reino de Italia". Le otorga asimismo la cátedra de elocuencia de la Universidad de Pavía, en la que estuvo dos años. Y, como es natural, Monti prosigue con sus obras laudatorias considerando a Napoleón casi como un dios. Entre estas obras tenemos El bardo de la Selva Negra (1806) y La Jerogamia de Creta. Por la primera obra Napoleón le pagó 2.000 zecchini, una tabaquera de oro y el ya mencionado título de Historiador Oficial del Reino de Italia. En la segunda celebra la boda del Emperador con María Luisa. También tradujo las Sátiras de Persio (1803) y, sobre todo, la Ilíada de Homero en verso libre, obra muy celebrada entre los italianos y que señala el punto más alto de su éxito literario.
En sus últimos años traduce pane lucrando fragmentos del Filoctetes sofocleo, hexámetros latinos de su amigo Dionigi Strocchi y partes de la Tunisiade del prelado Giovanni Ladislao Pyrker. El 23 de enero de 1812 fue elegido miembro de la ilustre Accademia della Crusca.
Tras la caída de Napoleón, Monti no sintió escrúpulos de dedicar parejos elogios a su nuevo soberano, el emperador de Austria y rey del Lombardo-Veneto Francisco I, y fue recompensado conservando su papel de poeta áulico aunque sus ingresos se redujeron a 1200 zecchini al año. Su entusiasmo fue menor, sin embargo, y todo lo que escribió fueron dos piezas dramáticas representadas en la Scala de Milán el 15 de mayo de 1815 y el 6 de enero de 1816: Il mistico omaggio ("El don místico") e Il ritorno di Astrea ("El retorno de Astrea").
El Monti de estos años reivindica el mérito de una "Riforma" controlada de la literatura acaecida ente los veinte años trascurridos entre la Bassvilliana y su traducción de la Iliada, pasando por la Mascheroniana: retomar el estudio de los clásicos y de Dante Alighieri. Así lo afirma en una carta de 1815 que responde a la invitación de escribir una prefacio a la Biblioteca Italiana, un periódico controlado por los austriacos. En dicha carta rehúsa colaborar justificándolo en que no sabría llevar la parte científica y en que tendría que hablar de sí mismo en la parte literaria. Y aunque habla de "reforma" en la literatura, Monti ve el futuro en el pasado: para él los poetas más actuales son Dante y Homero. De nuevo en 1815 Monti se volvió a negar a hacerse cargo de la Biblioteca italiana y cuatro años más tarde compuso un himno de alabanza a Francisco I, la "Invitación a Palas".
En 1822 murió su yerno Giulio Perticari, al que el poeta consideraba poco menos que un hijo, y este dolor se unió el de algunas difamaciones. De esta época es su Sermone sulla mitologia en verso suelto, feroz invectiva contra las manifestaciones hórridas y macabras del Romanticismo nórdico, culpable de haber exiliado a los dioses de la poesía. Son evidentes las huellas de algunas obras de Voltaire en esta obra, pero también de Los dioses de Grecia, un texto que Friedrich Schiller había publicado en 1788. Monti situaba a Schiller en segundo lugar después de Shakespeare en la jerarquía de sus preferencias literarias. Y por esa época lee el himno Alla Primavera de Giacomo Leopardi (1824).
Como se puede fácilmente imaginar, esta obra no dejó indiferente a nadie y suscitó numerosas contestaciones polémicas; la más famosa fue la de Niccolò Tommaseo. El crítico Cesare Cantu sin embargo notó que la oposición de Monti al Romanticismo no era cerrada: solo le molestaban los aspectos oscuros y macabros de esta estética que consideraba vulgares, opuestos y antitéticos a la luz del día y a su concepción solar de la poesía. Al mismo tiempo, Monti también escribió canciones íntimas y familiares a su hija Constanza y su esposa Teresa Pikler compuestas entre septiembre y octubre de 1826. Su esposa y su hija se definen como el único consuelo de la vejez del poeta. Mantiene buenas relaciones con los representantes de las nuevas tendencias románticas y en 1827 expresó comentarios entusiastas sobre la gran novela histórica I promesi sposi ("Los novios") de Alessandro Manzoni. Escribió además siete volúmenes de Proposte di alcune correzioni ed aggiunte al Vocabolario della Crusca contra los puristas en lexicografía. Volvió a trabajar en su poema en tres cantos de endecasílabos sueltos La Feroniade y fue perdiendo progresivamente el uso de la vista y el oído. Esta vuelta a un poema de su primer periodo en cierto modo es una manera de afirmar la extrañeza que le provocaban las transformaciones políticas de los tiempos presentes.
En abril de 1826 sufrió una hemiplejía que paralizó el lado izquierdo de su cuerpo. El ataque se repitió en mayo de 1827 y la agonía que sufrió en ese año solo fue mitigada por sus seres queridos y la visita de Alessandro Manzoni; murió el 13 de octubre de 1828.

## Obras principales

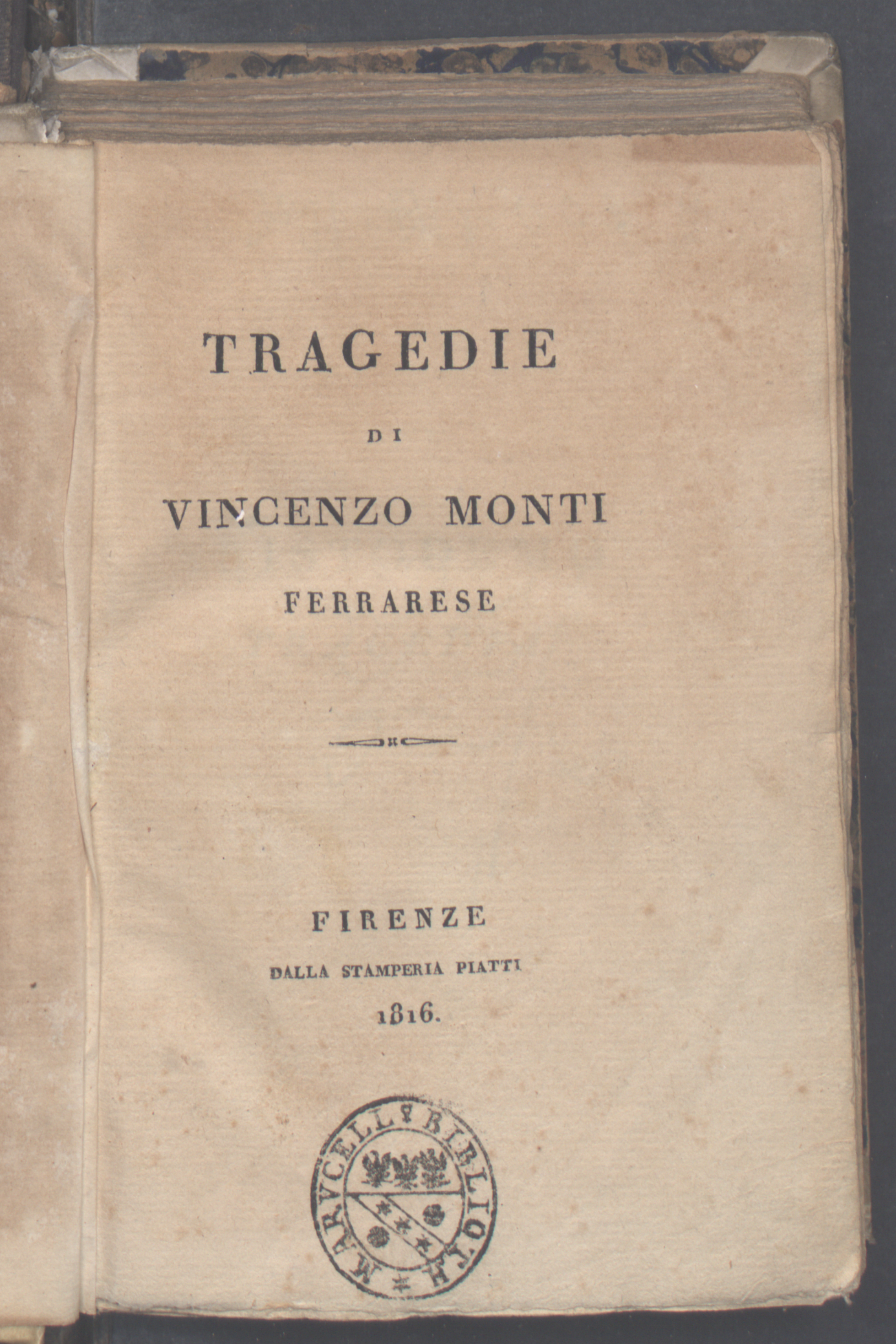
Tragedie, 1816

- 1776 - La visione di Ezechiello ("La visión de Ezequiel")
- 1779 - Prosopopea di Pericle ("Prosopopeya de Pericles", oda), Saggio di poesie
- 1781 - La bellezza dell'universo, poema.
- 1782 - Cantate per la nascita del Delfino ("Cantata por el nacimiento del Delfín"), Il Pellegrino Apostolico ("El peregrino apostólico"), Sciolti a Sigismondo Chigi ("Endecasílabos sueltos a Sigismondo Chigi"), Pensieri d'amore ("Pensamientos de amor")
- 1783 - Versi
- 1784 - Al signor di Montgolfier (oda), Feroniade (poema incompleto)
- 1786 - Aristodemo (tragedia)
- 1787 - Galeotto Manfredi (tragedia)
- 1788 - Sulla morte di Giuda ("Sobre la muerte de Giuda", sonetos), Alla marchesa Malaspina della Bastia (oda)
- 1793 - Bassvilliana (poema incompleto), Invito di un solitario a un cittadino ("Invitación de un solitario a un ciudadano")
- 1797 - La Musogonia (poema incompleto iniciado en 1793), Prometeo (poema incompleto), Il fanatismo, La superstizione, Il pericolo ("El peligro"), poemas, Per il congresso di Udine ("Para el congreso de Udine", canción)
- 1799 - Nell'anniversario del supplizio di Luigi XVI (inno)
- 1800 - Per la liberazione dell'Italia ("Por la liberación de Italia", canzonetta), Dopo la battaglia di Marengo ("Después de la batalla de Marengo"); traducción de la obra de Voltaire La Pucelle d'Orléans La pulcella d'Orleans ("La doncella de Orleáns")
- 1802 - Mascheroniana (poema incompleto), Caio Gracco ("Cayo Graco", tragedia)
- 1803 - traducción de las Satire ("Sátiras") de Persio.
- 1805 - Il beneficio
- 1806 - Il bardo della Selva Nera ("El bardo de la Selva negra", poema incompleto)
- 1808 - I Pittagorici ("Los pitagóricos", drama)
- 1809 - La spada di Federico II ("La espada de Federico II"), La Palingenesi politica ("La palingenesia política")
- 1810 - Ierogamia in Creta, ("Hierogamia en Creta"); traducción de la Iliade ("Iliada" de Homero)
- 1811 - Le api panacridi in Alvisopoli ("Las abejas panacridas en Alvisopoli")
- 1815 - Il mistico omaggio ("El don místico")
- 1816 - Il ritorno di Astrea ("El retorno de Astrea")
- 1822 - Per un dipinto dell'Agricola, rappresentante la figlia dell'Autore ("Para una pintura de Agrícola que representaba la hija del autor", soneto), Per le quattro tavole dell'Agricola ("Para las cuatro tablas del Agrícola", canción)
- 1825 - Sermone sulla mitologia ("Sermón sobre la mitología", poema), Le nozze di Cadmo e d'Ermione ("Las noches de Cadmo y Hermion", poema)
- 1826 - Pel giorno onomastico della mia donna Teresa Pikler ("Para la onomástica de mi mujer Teresa Pikler")
- 1817-1826 - Proposta di alcune correzioni ed aggiunte al Vocabolario della Crusca ("Propuesta de algunas correcciones y adiciones al Vocabulario de la Accademia della Crusca")